# دیرفیلد (میسوری)
دیرفیلد (به انگلیسی: Deerfield) یک روستا (ایالات متحده آمریکا) در ایالات متحده آمریکا است که در شهرستان ورنن، میزوری واقع شده‌است.
 دیرفیلد ۰٫۲۶ کیلومتر مربع مساحت و ۸۱ نفر جمعیت دارد و ۲۳۸ متر بالاتر از سطح دریا واقع شده‌است.